# Jacques Bourcart
Jacques Bourcart (Guebwiller (Haut-Rhin), 5 de julho de 1891 — Paris, 24 de junho de 1965) foi um geólogo e oceanógrafo, eleito membro da Académie des sciences em 1960.

## Biografia
Estudou inicialmente medicina, depois ciências naturais. Após o cumprir o serviço militar como membro de um regimento de spahis (1913), tendo passado parte da Grande Guerra na Albânia.
Em consequência da sua permanência na Albânia, a sua tese, defendida em 1922, intitula-se Les confins albanais administrés par la France (1916-1920). Contribution à la géologie et à la géographie de l'Albanie moyenne.
De volta a Paris, foi nomeado encarregado de trabalhos na Sorbonne. Em 1925 foi nomeado diretor do Institut chérifien, em Marrocos, onde se dedicou ao estudo da geologia de Marrocos.
Em 1933, atingiu o grau de conferencista na Sorbonne. Como investigador interessou-se pelo estudo do Quaternário e da oceanografia. Contribui para a realização do mapa subaquático do Mediterrâneo Ocidental. De 1955 até sua aposentação em 1961,  regeu a cadeira de geografia física na Faculdade de Ciências de Paris.
Presidiu a Sociedade Geológica da França (Société géologique de France) durante o ano de 1943. Em 1959, foi nomeado Oficial da Legião de Honra.
A 28 de março de 1960} foi eleito membro da Académie des sciences, secção «Géographie et navigation», onde sucedeu ao almirante Durand-Viel.

## Obras
Entre muitas outras, é autor das seguintes publicações:
- Essai sur les régressions et les transgressions marines 1938[1]
- Albin Michel, ed. (1952). Les frontières de l'océan. Col: Sciences d'aujourd'hui. Paris: [s.n.]
- Océanographie, introduction à la géologie, Paris, Centre de documentation universitaire, 1953
- PUF Presses universitaires de France, ed. (1954). Le fond des océans. Col: Que sais-je ?, 621. Paris: [s.n.] 112 páginas
- La connaissance des profondeurs océanographiques, Paris, SEDES, coll. « Demain ? » 1964, 210 p. 51 fig.

## ligações externas
- Comité des travaux historiques et scientifiques: Bourcart, Jacques
- Universalis: Jacques Bourcart (1891-1965)